# Megumi Ogawa
Megumi Ogawa (小川 恵 Ogawa Megumi?) es una exfutbolista japonesa que jugaba como delantero.
En 2000, Ogawa jugó 1 veces para la selección femenina de fútbol de Japón.

## Trayectoria

### Clubes
| Club            | País  | Año  |
| --------------- | ----- | ---- |
| Iga FC Kunoichi | Japón | ???? |

### Selección nacional
| Selección | País  | Año  |
| --------- | ----- | ---- |
| Absoluta  | Japón | 2000 |

## Estadística de equipo nacional
| Selección femenina de fútbol de Japón | Selección femenina de fútbol de Japón | Selección femenina de fútbol de Japón |
| Año                                   | Partidos                              | Goles                                 |
| ------------------------------------- | ------------------------------------- | ------------------------------------- |
| 2000                                  | 1                                     | 0                                     |
| Total                                 | 1                                     | 0                                     |